# Ceratostylis tenericaulis
Ceratostylis tenericaulis är en orkidéart som beskrevs av Henry Nicholas Ridley. Ceratostylis tenericaulis ingår i släktet Ceratostylis och familjen orkidéer. Inga underarter finns listade i Catalogue of Life.